# Narratologia
A Narratologia é o estudo das narrativas de ficção e não-ficção (como a História e a reportagem), por meio de suas estruturas e elementos. É um campo de estudos particularmente útil para a dramaturgia e o roteiro de audiovisual (cinema, quadrinhos, jogos digitais e TV). A narratologia foi consolidada como ciência por pesquisadores franceses (como Roland Barthes e Gérard Genette) e pela chamada Escola Formalista Russa, de A.J. Greimas, Vladimir Propp e outros. Outro notório estudioso da narratologia é o italiano Umberto Eco.
O termo foi proposto no início do século XX por Tzvetan Todorov, para diferenciá-la como campo de estudo dentro da teoria literária.
A narratologia é extremamente influenciada pelas correntes teóricas estruturalistas, que buscam adaptar a metodologia das ciências exatas às humanidades. Como tal, é característica marcante da narratologia a busca por paradigmas, estruturas e repetições entre as diferentes obras analisadas, apesar de considerar os diferentes contextos históricos e culturais em que foram produzidas. Como tem por objeto de análise narrativas geralmente (mas nem sempre) verbalizadas (escritas ou orais), a narratologia é uma ciência "aparentada" com outra área de estudos estruturalista: a análise do discurso.

## Estrutura narrativa
A estrutura de uma narrativa é a forma pela qual ela é construída para organizar o andamento da trama. Os primeiros estudos sobre estruturas narrativas remontam ao grego Aristóteles, que em sua obra Poética descreveu as características do bom drama (segundo ele e o pensamento grego da época; clássico). A Poética aristotélica se atém às artes narrativas da época, eminentemente teatro e poesia. Nas décadas de 1920 e 1930, as pesquisas dos formalistas russos em teoria literária levaram a atualizações da poética aristotélica a narrativas da cultura popular (contos de fadas e folclore), como feito por Vladimir Propp.
- Modo narrativo
  - Épico - narrado por meio da sequência de eventos (episódios)
  - Lírico - narrado por meio da linguagem verbal em harmonia com a música ou a musicalidade das palavras
  - Dramático - narrado por meio da representação/interpretação
- Eixo dramático
- Clímax - o ponto de mais alto drama ou tensão da história, a partir do qual a trama se desfaz e se encaminha à resolução; pode incluir uma catarse
- Premissa
- Desmedida - ação que se prova equivocada e desata a peripécia
- Peripécia - mudança do destino do personagem
- Reviravolta

Nos tempos mais recentes, os estudos de narratologia têm sido apropriados por autores de manuais de roteiro para cinema e televisão, como o estadunidense Syd Field e o francês Jean-Claude Carrière. No Brasil, um livro famoso na área é "Roteiro", de Doc Comparato. Ver também a referência ao Memorando de Vogler, abaixo.

## Elementos da Narrativa
De forma geral, todas as narrativas se compõem de elementos básicos como o narrador, o cenário e os personagens, que são distribuídos em diferentes categorias. No caso das narrativas de ficção (na literatura, em filmes, cordéis, telenovelas e diversos outros), os personagens são elementos fundamentais, geralmente divididos entre dois lados antagônicos identificados como "bem" e "mal". No entanto, a literatura e o cinema mais recentes (típicos da pós-modernidade) tendem a rejeitar esta dicotomia, em nome de uma verossimilhança obtida por detalhamentos mais profundos dos objetivos e características de cada personagem. Quando os personagens são claramente identificados com um lado ou com outro, ou ainda quando se prendem a estereótipos, diz-se que são "planos" (ou "rasos"), enquanto quando esta identificação é mais complexa, diz-se que são "esféricos" (ou "profundos").

### Narrador
Toda narrativa é narrada por um ponto de vista, que pode ser explícito ou implícito. No caso de reportagens, por exemplo, o narrador é o repórter que escreve ou apresenta a matéria. Na maioria dos romances e livros de literatura, o narrador é o autor da história (que pode assumir ou não uma identidade dentro da própria narrativa).
Pode ser, fundamentalmente, dos seguintes tipos (que às vezes se sobrepõem):
- Onisciente - quando tem conhecimento completo de toda a narrativa e todo os aspectos de cada personagem e situação; é o narrador mais comum na literatura clássica
- Incluso ou Participante - quando participa da narrativa como um dos personagens; pode narrar em primeira pessoa ou apenas como observador
- Oculto ou Ausente - quando não se mostra aparente

### Personagens
Os Personagens são divididos em diferentes classes ou categorias de acordo com suas funções na trama.
- Protagonista ou Herói - É o personagem principal. Em geral, mas não necessariamente, personifica o "Bem" e os valores morais defendidos pelo narrador; no caso de um protagonista utilizado como um contra-exemplo moral, chama-se de "anti-herói".
- Antagonista ou Vilão - O vilão é aquele antagonista que personifica o "Mal" e os valores morais combatidos pelo protagonista. O vilão também pode ser o protagonista da narrativa, como em O Fantasma da Ópera ou como em Sexta-feira Treze. Mas nem todo antagonista é vilão. Pensando o termo em linhas gerais, antagonistas são aqueles personagens que se opõe ao protagonista em algum(ns) dos atributos que o define como personagem. A função do antagonista é portanto por em evidência algum atributo do protagonista por meio de contraste. [Ex: Charlie X Allan (do seriado Two and a Half Man) = solteiro por opção x solteiro sem opção, bohêmio x trabalhador, rico x pobre, sortudo x azarado, vencedor x perdedor, etc...] Note que além de um antagonista principal, é comum a existência de antagonistas secundários. O principal é aquele que de forma mais clara se opõe ao protagonista, enquanto os secundários se opõe apenas em alguns atributos. [Ex.: Batman x Coringa e Batman x Robin]. É possível ainda pensar em antagonistas de antagonistas. [Ex.: Coringa x Pinguim].
- Par Romântico ou Mocinha - independentemente do gênero (masculino ou feminino), representa o objeto de afeto do protagonista, às vezes dividido com o antagonista; pode enquadrar-se no mito do amor romântico
- Alívio cômico - conceito relativamente novo, é uma categoria que inclui os personagens de função predominantemente humorística, como "amigos" e "ajudantes" do protagonista; são exemplos notáveis o personagem Pateta em relação ao Mickey

### Cenário
- Realista - quando a narrativa é ambientada na própria realidade do público
- Geoficção - quando se cria um lugar fictício para ambientar a narrativa (como nas novelas de Dias Gomes, no romance Nostromo ou no filme Terra em Transe)
- Fantástico - outra realidade que não a do mundo material (como o Inferno de Dante ou a Galáxia de Star Wars)

## Propp
Para entender paradigmas narrativos em geral, é muito comum que os acadêmicos recorram também a Vladimir Propp, teórico russo que em 1928 publicou "A Morfologia dos Contos de Fadas", na qual estabelecia os elementos narrativos básicos que ele havia identificado nos contos folclóricos russos. Basicamente, Propp identificou 7 classes de personagens ("agentes"), 6 estágios de evolução da narrativa e 31 funções narrativas das situações dramáticas. A linha narrativa que ele traça é fundamentalmente uma só para todos os contos, ainda que flexível.
Eis a Morfologia que Propp apresenta:
1. DISTANCIAMENTO: um membro da família deixa o lar (o Herói é apresentado);
2. PROIBIÇÃO: uma interdição é feita ao Herói ('não vá lá', 'vá a este lugar');
3. INFRAÇÃO: a interdição é violada (o Vilão entra na história);
4. INVESTIGAÇÃO: o Vilão faz uma tentativa de aproximação/reconhecimento (ou tenta encontrar os filhos, as jóias, ou a vítima interroga o Vilão);
5. DELAÇÃO: o Vilão consegue informação sobre a vítima;
6. ARMADILHA: o Vilão tenta enganar a vítima para tomar posse dela ou de seus pertences (ou seus filhos); o Vilão está traiçoeiramente disfarçado para tentar ganhar confiança;
7. CONIVÊNCIA: a vítima deixa-se enganar e acaba ajudando o inimigo involuntariamente;
8. CULPA: o Vilão causa algum mal a um membro da família do Herói; alternativamente, um membro da família deseja ou sente falta de algo (poção mágica, etc.);
9. MEDIAÇÃO: o infortúnio ou a falta chegam ao conhecimento do Herói (ele é enviado a algum lugar, ouve pedidos de ajuda, etc.);
10. CONSENSO/CASTIGO: o Herói recebe uma sanção ou punição;
11. PARTIDA DO HERÓI: o Herói sai de casa;
12. SUBMISSÃO/PROVAÇÃO: o Herói é testado pelo Ajudante, preparado para seu aprendizado ou para receber a magia;
13. REAÇÃO: o Herói reage ao teste (falha/passa, realiza algum feito, etc.);
14. FORNECIMENTO DE MAGIA: o Herói adquire magia ou poderes mágicos;
15. TRANSFERÊNCIA: o Herói é transferido ou levado para perto do objeto de sua busca;
16. CONFRONTO: o Herói e o Vilão se enfrentam em combate direto;
17. HERÓI ASSINALADO: ganha uma cicatriz, ou marca, ou ferimento
18. VITÓRIA sobre o Antagonista
19. REMOÇÃO DO CASTIGO/CULPA: o infortúnio que o Vilão tinha provocado é desfeito;
20. RETORNO DO HERÓI: (a maior parte da narrativas termina aqui, mas Propp identifica uma possível continuação)
21. PERSEGUIÇÃO: o Herói é perseguido (ou sofre tentativa de assassinato);
22. O HERÓI SE SALVA, ou é resgatado da perseguição;
23. O HERÓI CHEGA INCÓGNITO EM CASA ou em outro país;
24. PRETENSÃO DO FALSO HERÓI, que finge ser o Herói;
25. PROVAÇÃO: ao Herói é imposto um dever difícil;
26. EXECUÇÃO DO DEVER: o Herói é bem-sucedido;
27. RECONHECIMENTO DO HERÓI (pela marca/cicatriz que recebeu);
28. o Falso Herói é exposto/desmascarado;
29. TRANSFIGURAÇÃO DO HERÓI;
30. PUNIÇÃO DO ANTAGONISTA
31. NÚPCIAS DO HERÓI: o Herói se casa ou ascende ao trono.

## Joseph Campbell
O mitólogo e ensaísta estadunidense Joseph Campbell é uma das maiores influências adotadas pelos estudos da narratologia. Em suas obra "O Herói de Mil Faces", o autor introduz o conceito de monomito (adaptado de James Joyce), segundo o qual todos os grandes mitos-fundadores das diversas culturas são variações de um mesmo número de imagens universais. As bases principais de seu estudo podem ser encontradas na estrutura narrativa de Vladimir Propp, com recurso a outras teorias, tais como: os estudos em psicologia de Freud e Jung; estudiosos da cultura indiana, como o alemão Heinrich Zimmer - que teve sua obra editada postumamente por Campbell; e o historiador da arte indiano, Ananda Kentish Coomaraswami; dentre outros.
Após o "Herói de Mil Faces", trabalho de Campbell de teor "morfológico", o autor passa a se dedicar a estudos de caráter histórico, observando o modo como estas imagens universais ganham versões específicas em diversas culturas. Estes trabalhos, de grande erudição, são publicados sob o título "As Máscaras de Deus", em quatro volumes.
Campbell, que originariamente não se propôs a escrever nenhuma forma de "manual" de composição, foi descoberto pelos roteiristas de Hollywood, tido como grande conhecedor da alma humana e da arte de narrar histórias. A grande projeção alcançada pelas obras de Campbell no meio cinematográfico pode ser explicada, dentre outros elementos, pelo reconhecimento de George Lucas sobre a importância do autor na elaboração da trilogia original de Star Wars, clássico da ficção científica baseado inteiramente em "O Herói de Mil Faces" de Joseph Campbell.
Campbell fez parte do chamado Círculo de Eranos, encontro anual ocorrido em Áscona, Suíça, iniciado em 1933, que congregou diversos dos maiores estudiosos de mitologia comparada de todo o século XX, como Mircea Eliade, Heinrich Zimmer, Giuseppe Tucci, dentre outros.

## Memorando de Vogler
- Ver artigo principal: Memorando de Vogler

Em 1989, o executivo dos estúdios Walt Disney Christopher Vogler redigiu e fez circular um memorando interno intitulado "Guia Prático para o Herói de Mil Faces", no qual identificava um modelo específico de estrutura narrativa bem-sucedida para desenhos animados de longa-metragem e propunha aos roteiristas que se inspirassem nele para elaborar novas histórias que se tornassem sucesso de bilheteria. Na década seguinte, o memorando foi publicado como o livro "A Jornada do Escritor" e chamou a atenção dos roteiristas de Hollywood como uma fórmula rígida e garantida de fazer sucesso com desenhos longas na indústria cinematográfica. O texto, que ficou conhecido como "O Memorando de Vogler", tornou-se canônico em Hollywood e inspirou também outros roteiros, não só de desenhos de estúdios concorrentes (como "FormiguinhaZ"), mas inclusive filmes com atores (como a série Matrix).
De fato, os 10 longas-metragens produzidos pelos estúdios Disney entre 1989 (A Pequena Sereia) e 1998 (Mulan) seguem a mesma estrutura narrativa paradigmática, como pode ser verificado na análise feita sobre "O Paradigma Disney". Em todos eles, com ligeiras adaptações, o protagonista é uma pessoa excluída de seu meio social (como Aladdin em Agrabah e Hércules entre os gregos) que sonha com uma vida distinta (o que é representado em canções como "Part of Your World", "Where I Belong" e "Belle (reprise)"). O protagonista é sempre selecionado pelo vilão como instrumento ou "isca" para atingir seu objetivo (como Úrsula, Jafar e Scar fazem com Ariel, Aladdin e Simba) mas, ao contrariá-lo, acaba se tornando seu pior inimigo. Casualmente, ele encontra um companheiro de jornada (que também funciona como comic relief) e também um par romântico. Em determinado momento, o vilão obtém uma reviravolta e submete o herói, que consegue se desvencilhar com a ajuda do companheiro e enfrenta o vilão no confronto final. No final, necessariamente, o herói vence e conquista o par romântico (como Eric, Jasmine e Nala, respectivamente).
Curiosamente, o livro e o memorando foram inspirados no trabalho de Joseph Campbell sobre o monomito, que em si é uma análise de mitos de diferentes culturas, imbuída de crítica à repetição industrial de fórmulas. Paradoxalmente, o teor crítico de Campbell foi apropriado por Vogler para desenvolver e reforçar a fórmula da estrutura narrativa industrial da Walt Disney.

## Syd Field
Outro autor muito procurado pelos teóricos da roteirização e da narratologia é o norte-americano Syd Field, que em seu livro "Manual do Roteiro", de 1979, publicou as qualidades que devem estar presentes em um roteiro para que seja considerado apropriado por um produtor de Hollywood. Seu "Paradigma Field", ainda que limitado ao modelo industrial dos EUA, é desconcertantemente simplificador sobre a fórmula hollywoodiana de se contar histórias. Field constata, por exemplo, que os eventos de mudança de rumo nas tramas (plot points) estão sempre em pontos razoavelmente fixos na cronometragem dos filmes (aos 30 e aos 90 minutos, respectivamente). E isto, por sua vez, teria sido fruto de décadas de testes com o público, na base da tentativa-e-erro e das observações dos resultados em sucessos de bilheteria.